# Panzerkampfwagen VI Tiger
PzKpfw VI Tiger (Panzerkampfwagen VI Tiger, Sd.Kfz. 181, potocznie Tygrys) – niemiecki czołg ciężki z okresu II wojny światowej. Uzbrojony w armatę kalibru 88 mm i 2 karabiny maszynowe MG 34 kal. 7,92 mm.

## Początki projektu
Po I wojnie światowej w Niemczech tworzono projekty ciężkich czołgów już od połowy lat 20., lecz dopiero w 1937 roku zaczęto prace nad przyszłym ‘Tygrysem’. Do konkursu na nowy czołg ciężki Niemiec początkowo zaangażowały się firmy MAN, Daimler-Benz oraz Henschel, jednakże w 1939 roku dołączyło do nich Porsche. Ostatecznie w konkursie pozostały Henschel i Porsche.
Podczas II wojny światowej okazało się konieczne wybudowanie pojazdu zdolnego niszczyć nowe radzieckie czołgi, po tym jak zauważono, że pancerz niemieckich PzKpfw III oraz PzKpfw IV jest z łatwością przebijany przez T-34, które bez problemu je niszczyły. Wtedy odkryto również, że działo przeciwlotnicze Flak 36 kal.88 mm wykazuje się niezwykłą skutecznością w niszczeniu T-34. Niemcy postanowili więc stworzyć czołg ciężki wyposażony w tę właśnie armatę i w taki sposób narodził się pomysł na czołg PzKpfw VI Tiger. Czołg typu ‘Tygrys’ przyjął swój pierwotny kształt w kwietniu 1942 roku, kiedy powołano komisję, aby oceniła konkursowe prototypy. Na terenie jednostki wojskowej w Kętrzynie zaprezentowano i przetestowano modele firm Porsche i Henschel. Testy wykazały spore różnice w osiągach i manewrowości pojazdów na niekorzyść Porsche. W maju powtórzono próby na poligonie w mieście Berka. Okazało się, że czołg Henschla, opracowany pod kierownictwem Erwina Adersa, nadal wykazywał przewagę nad zbyt awaryjnym prototypem Porsche. Zwycięski projekt (Henschel) otrzymał oznaczenie SdKfz 181 Panzerkampfwagen VI ‘Tiger’ Ausf. H1 (później, po wprowadzeniu czołgów Tiger II, zmieniono oznaczenie na Ausf. E).
Produkcja seryjna czołgów Tygrys odbywała się w zakładach Henschel (Werk III), w Kassel-Mittelfeld i Wegmann (montaż wież do kadłubów). W toku produkcji czołgów PzKpfw VI wprowadzono liczne zmiany i modyfikacje. Z tego względu można wyodrębnić czołgi wczesnych serii produkcyjnych, czołgi po modyfikacji oraz pojazdy późnych serii produkcyjnych.

## Modyfikacje
Pierwsza grupa modyfikacji dotyczyła zmian w konstrukcji wieży. Pierwsze czołgi miały mały właz ewakuacyjny umieszczony z prawej strony wieży, wyposażony w otwór służący do prowadzenia ognia z broni ręcznej (pistoletu lub pistoletu maszynowego). Po modyfikacji powiększono właz i zlikwidowano otwór strzelniczy. Inna zmiana polegała na zamontowaniu do kadłuba czołgu kilku wyrzutni min przeciwpiechotnych typu S. Po wystrzeleniu na wysokość kilkudziesięciu centymetrów ponad kadłub, mina rozrywała się, rażąc wokół stalowymi kulkami i odłamkami. W czołgach wczesnych serii produkcyjnych montowano na wieży dwa zestawy po trzy wyrzutnie świec dymnych NbK 39 kalibru 90 mm. Z tych wyrzutni mogły być też wystrzeliwane miny typu S.
W czołgach późniejszych serii produkcyjnych montowano Nahverteidigungswaffe – były to małe miny przeciwpiechotne wystrzeliwane z wnętrza czołgu. Czołgi używane w Afryce Północnej, w 501 sPzAbt miały inaczej montowane reflektory i zmodyfikowane przednie błotniki. Czołgi późnych serii produkcyjnych miały tylko jeden reflektor zamocowany pośrodku płyty czołowej pancerza. Inną modyfikacją było zamocowanie dodatkowego opancerzenia w okolicach celownika optycznego typu Carl Zeiss TZF 9b. W czołgach produkowanych w 1944 roku stosowano celownik TZF 9c wyposażony w pojedynczy obiektyw (dotychczas stosowany celownik TZF 9b miał podwójny obiektyw). Czołgi produkowane w 1942 roku i do połowy 1943 roku miały wieżyczkę obserwacyjną dowódcy typu basztowego, wyposażoną w szczeliny obserwacyjne. Późniejsze czołgi otrzymały nowy typ wieżyczki (stosowany m.in. w czołgach PzKpfw V Panther i Tiger II) wyposażony w peryskopy. Wieżyczka miała uchwyt do mocowania karabinu maszynowego MG 34 kalibru 7,92 mm, przystosowanego do obrony przeciwlotniczej. Pierwsze 495 tygrysów było wyposażonych w urządzenia (tzw. kominy powietrzne) pozwalające na pokonywanie po dnie przeszkód wodnych o głębokości do 4 metrów. Kolejne czołgi nie miały tego typu urządzeń. Zdolne były jedynie do przekraczania w bród przeszkód wodnych o głębokości do 1,6 metra.

### Panzerbefehlswagen VI
Czołg dowodzenia opracowany w 1943 roku na bazie podstawowej wersji Tygrysa. Miały zmniejszony (z 92 do 66 naboi) zapas amunicji kaliber 88 mm. Wygospodarowane miejsce wykorzystano do zamontowania dodatkowego wyposażenia radiowego. Demontowano także sprzężony z działem karabin maszynowy MG 34. Panzerbefehlswagen (PzBefWg „Tiger” Ausf. E) miał dwie anteny prętowe mocowane na stropie wieży i kadłubie. Przebudowano w ten sposób 84 tygrysy. Stosowano dwa typy wyposażenia radiowego. Czołgi SdKfz 267 były wyposażone w radiostacje krótkofalowe Fu 5 i Fu 8 o mocy 80 W i zasięgu 80 km (klucz) lub 15 km (fonia). Radiostacja Fu 8 była standardowym wyposażeniem jednostek wojsk lądowych na szczeblu dywizji i korpusu. Czołgi SdKfz 268 miały radiostacje krótkofalowe Fu 5 i Fu 7. Radiostacja Fu 5 służyła do nawiązywania łączności w obrębie kompanii, zaś Fu 7 pozwalała na kontakt z batalionem. Ponadto czołgi SdKfz 267 i 268 były wyposażone w system łączności wewnętrznej Bordsprechanlange B.

## Rozwój czołgu
Jedną z najważniejszych modyfikacji czołgów ciężkich typu Tygrys było zastosowanie w 800 ostatnich czołgach stalowych kół nośnych zamiast kół z bandażem gumowym. W celu poprawienia niezawodności demontowano zewnętrzny rząd kół nośnych, pozostawiając tylko dwa pełne rzędy kół. Koła wykonane całkowicie ze stali były bardziej wytrzymałe niż te wyposażone w gumowe obrzeża.
Wozy używane w trudnych warunkach terenowych (Afryka, niektóre odcinki frontu wschodniego) miały filtry powietrza typu Feifel. Czołgi typu PzKpfw VI (SdKfz 181) Tiger Ausf E miały dwa rodzaje gąsienic. Gąsienice służące do transportu o szerokości 520 mm i gąsienice bojowe o szerokości 725 mm. Stosowanie dwóch typów gąsienic było spowodowane następującymi czynnikami: pierwszy to chęć zabezpieczenia gąsienic bojowych przed uszkodzeniami w czasie transportu, drugi to konieczność ograniczenia szerokości czołgu z powodu przekroczenia skrajni kolejowej obowiązującej w Deutsche Reichsbahn. Zwyczajnym widokiem były gąsienice bojowe ułożone przed czołgiem na platformie kolejowej.
Do napędu czołgu Tygrys stosowano dwa typy silników: w pierwszych 250 czołgach dwunastocylindrowe, benzynowe silniki gaźnikowe chłodzone cieczą typu Maybach HL 210 P3O o mocy 478 kW (650 KM) i pojemności skokowej 21353 cm³. W pozostałych czołgach używano silników Maybach HL230 P45 o mocy 515 kW (700 KM) i pojemności skokowej 23095 cm³. Silniki Maybach zbudowane były w układzie V, o kącie rozwarcia bloków cylindrów 60°. Czołgi poszczególnych serii różniły się także kształtem osłon tłumików umieszczonych na tylnej płycie kadłuba. Ostatnie czołgi seryjne miały też zmodyfikowany hamulec wylotowy armaty.
Czołgi budowane od połowy 1943 roku miały peryskop umieszczony na wierzchu wieży przed włazem stanowiska ładowniczego. Także część tygrysów miała na wieży zaczepy do montowania zapasowych ogniw gąsienicy (5 ogniw po lewej stronie wieży i 3 ogniwa po prawej). W czołgach wczesnych serii produkcyjnych dodatkowe ogniwa montowano z przodu czołgu. Zmianie ulegał także sposób montowania peryskopu kierowcy. Liny holownicze mocowane były do lewego pancerza bocznego.
Od połowy 1943 roku kadłub (boki, przód, tył, a niekiedy także spód) oraz wieżę pokrywał zimmerit, aby uodpornić pojazd przed minami magnetycznymi. W 1942 roku zakłady Rheinmetall-Borsig opracowały projekt nowej wieży dla czołgu PzKpfw VI, wieża Ausf. H2 (wieża Ausf. H1 to standardowa wieża z armatą KwK 36 L/56) miała armatę 7,5 cm KwK 42 L/70. Zbudowano jedynie makietę i nie uruchomiono seryjnej produkcji tygrysów z działami 75 mm. Planowano także przezbrojenie czołgów Ausf. E w armatę 8,8 cm KwK 43 L/71 kalibru 88 mm, lecz nie doszło do tego.

## Znakowanie
Czołgi Tygrys miały numery fabryczne od 250001 do 251350. Pierwsze trzy prototypy V1, V2 i V3 służyły jedynie do testów. Czołg 250017 (V1) został użyty do prób porównawczych z czołgiem VK4501 (P) (P oznacza projekt Porsche). Pozbawionego wieży 250018 (V2) użyto do prób elektrycznej skrzyni biegów typu ZF produkcji fabryki Zahnradfabrik we Friedrichshafen. 250019 (V3) w 1943 roku wykonywał próby trakcyjne, m.in. pokonywanie przeszkód wodnych po dnie. Kadłuby 250003 i 250006 służyły w Kummersdorfie do prób wytrzymałości pancerza. Obecnie w Bovington Tank Museum znajduje się czołg 250122. Tygrysy produkowano do sierpnia 1944, kiedy zostały zastąpione przez Tygrysa II.

## Dane techniczne
| Model                 | PzKpfw VI Tiger I Ausf. E                 | PzKpfw VI B Königstiger               |
| --------------------- | ----------------------------------------- | ------------------------------------- |
| Masa całkowita (kg)   | 56 900                                    | 67 900                                |
| Długość (mm)          | 8450                                      | 10286                                 |
| Szerokość (mm)        | 3705                                      | 3755                                  |
| Wysokość (mm)         | 2930                                      | 3090                                  |
| Silnik                | Maybach HL210 650 KM Maybach HL230 700 KM | Maybach HL230 700 KM                  |
| Prędkość (km/h)       | 45,4                                      | 41,5                                  |
| Zasięg na drodze (km) | 100                                       | 170                                   |
| Zasięg w terenie (km) | 60                                        | 120                                   |
| Załoga                | 5                                         | 5                                     |
| Uzbrojenie            | 8,8 cm KwK 36 L/56 2x MG 34 (7,92 mm)     | 8,8 cm KwK 43 L/71 2x MG 34 (7,92 mm) |

## Inne pojazdy na podwoziu PzKpfw VI
W październiku 1943 roku powstał prototyp działa pancernego Sturmtiger uzbrojonego w specjalny moździerz rakietowy 38 cm Sturmmörser RW61 L/5.4. Założeniem konstruktorów było wspieranie piechoty w walkach w mieście. Zbudowano zaledwie 18 pojazdów tego typu, wszystkie z nich powstały z uszkodzonych PzKpfw VI Tiger.
Pewną liczbę tygrysów przebudowano na wozy zabezpieczenia technicznego Bergepanzer Tiger (Bergetiger) poprzez usunięcie działa i zamontowanie w jego miejsce dźwigu, którego mechanizm był napędzany przez silnik czołgu.
Trzy czołgi Tiger wyprodukowane przez zakłady Porsche zostały wykorzystane do budowy taranów tzw. Ramm-Tiger.
Ponadto tworzono różne rodzaje tygrysów wyposażonych w miotacz ognia (początkowo wbudowany zamiast działa, potem wmontowany zamiast sprzężonego z armatą lub kadłubowego karabinu maszynowego). Projekt jednak zatrzymał się jedynie na kilku egzemplarzach testowych. Poza tym około 84 tygrysy zostały przebudowane na specjalne wersje dla dowódców (Panzerbefehlswagen „Tiger” I Ausf. A, SdKfz 267 oraz 268) poprzez m.in. wymontowanie sprzężonego karabinu maszynowego, zmniejszenie zapasu nabojów do działa, w ich miejsce montowano dodatkowe radiostacje (FuG 5 i FuG 8 na wersji SdKfz 267 oraz FuG 5 i FuG 7 na SdKfz 268) oraz montowano dwie anteny na kadłubie.

## Użycie bojowe

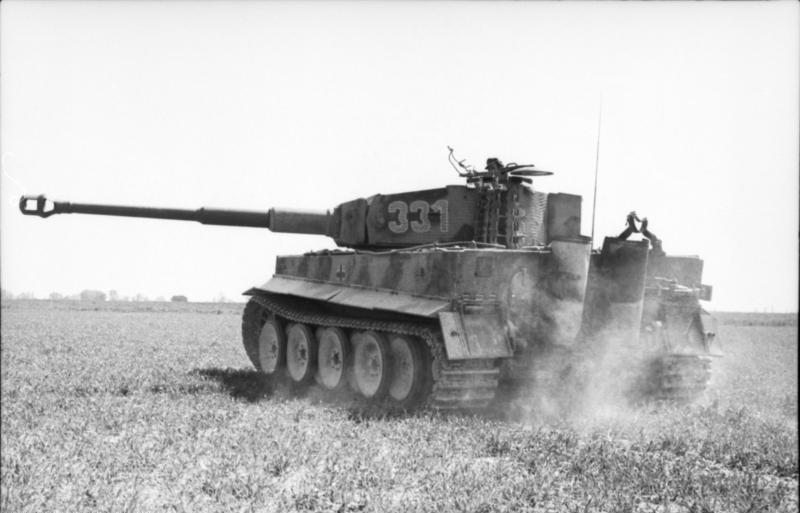
PzKpfw VI Tiger należący do 1 Dywizji Pancernej operuje w północnej Francji, 21 marca 1944 roku

W zasadzie jedynym użytkownikiem tego czołgu była armia niemiecka. Ponadto kilka pojazdów trafiło do armii węgierskiej. Wiadomo, że trzy tygrysy dostarczono 22 lipca 1944 roku transportem kolejowym. Kilka innych zostało przyjętych do 503. batalionu lub 509. batalionu. Czołgi zdobyte przez oddziały amerykańskie i brytyjskie służyły jedynie do celów zapoznawczych i do testów broni przeciwpancernej, natomiast czołgi zdobyte przez Armię Czerwoną zostały użyte w boju przeciwko dawnym właścicielom. Duże zainteresowanie tym czołgiem okazywała Japonia. Po wrażeniu, jakie wywarł on na ambasadorze tego kraju, postanowiono zakupić egzemplarz wzorcowy i dokumentację. Czołg nr 250455 planowano pod koniec 1943 roku przetransportować drogą morską i przekazać firmie Showa Tsusho Kaisha w Tokio.
Kiedy powstała koncepcja czołgu ciężkiego, zamierzano tworzyć bataliony liczące po 45 tygrysów. Jednak na naradzie u Hitlera 26 maja 1941 roku zdecydowano o tworzeniu w dywizjach pancernych oddziałów liczących po 20 tygrysów; pozostałe miały wspierać ich działania. W efekcie zaczęto tworzyć pierwsze pięć samodzielnych batalionów (501.–505. schwere Heeres Panzer Abteilung) i cztery pierwsze kompanie dla pułków pancernych („Großdeutschland”, 1. 2., 3. pułk SS). Każda kompania miała po 9 tygrysów i 10 PzKpfw III. W marcu 1943 roku liczbę tygrysów zwiększono do 14. Mimo że na froncie nigdy nie było ich wystarczająco dużo, wśród aliantów, szczególnie tych na Wschodzie, panowała swoista „tygrysofobia”. Niemal w każdym niemieckim czołgu widziano tygrysa. Kiedy Niemcy szykowali się do swojej ostatniej wielkiej letniej ofensywy, 1 lipca 1943 roku na całym froncie wschodnim dysponowali 147 tymi czołgami, z czego 123 były gotowe do akcji. Najwyższy stan liczebny osiągnięto 1 maja 1944 roku, kiedy na froncie wschodnim znajdowało się 301 tygrysów (242 sprawne), we Francji – 98, a we Włoszech – 76. W tym miesiącu tylko na Wschodzie stracono ich 108, tyle samo w następnym.

### Leningrad

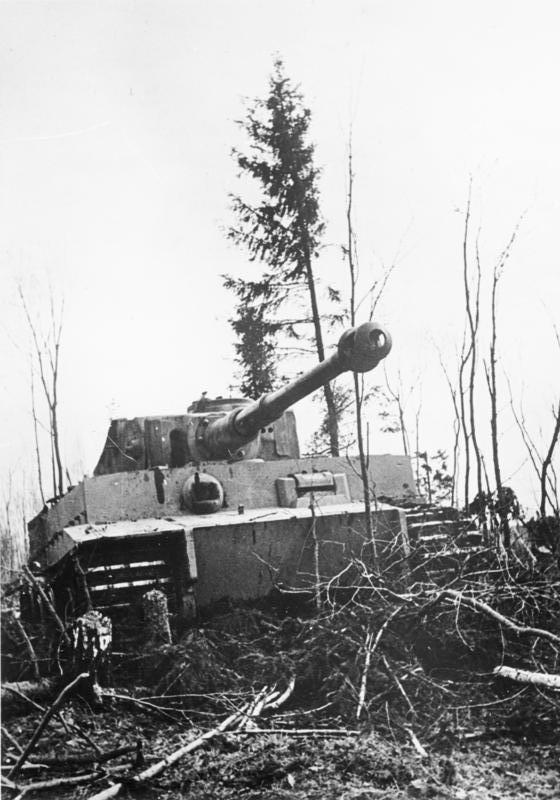
PzKpfw VI Tiger w okolicach Leningradu

Przy wysyłaniu nowego czołgu do akcji popełniono poważny błąd, nie czekano bowiem na przezbrojenie kilku jednostek, ale kierowano na front pojedyncze egzemplarze, tracąc efekt zaskoczenia i ujawniając fakt posiadania tak potężnego czołgu. W sierpniu 1942 roku z 1. kompanii formowanego 502. batalionu czołgów ciężkich wydzielono cztery pojazdy i transportem kolejowym razem z czterema czołgami PzKpfw III Ausf. N przewieziono je w rejon stacji Mga pod Leningradem. Na miejsce przybyły 29 sierpnia i natychmiast ruszyły do walki. Dwa z nich zostały unieruchomione w wyniku awarii. Po naprawach kolejna akcja miała miejsce 21 września i wtedy utracono jednego tygrysa. Ponieważ nie udało się go ewakuować z pola walki, został wysadzony 25 września. Pozostałe trzy, które ugrzęzły w błocie, ewakuowano. Drugi transport z – pięcioma tygrysami i dziewięcioma PzKpfw III – przybył 25 września. Pierwsze dziewięć czołgów jednostki, o numerach od 250002 do 250010, nie było dostosowanych do działań w błocie i stopniowo je tracono. W styczniu 1943 roku utracono aż 11 pojazdów, z tego jeden nieznacznie uszkodzony wpadł w ręce Sowietów i nowy czołg przestał być tajemnicą. W pierwszych miesiącach pod Leningrad przybyły kolejne maszyny i w bardziej dogodnym terenie zadały duże straty przeciwnikowi. Utracono przy tym trzy tygrysy w lutym i pięć w marcu. Przez następne trzy miesiące zaangażowanie nowych czołgów na froncie wschodnim było niewielkie i nie poniesiono poważnych strat.

### Tunezja

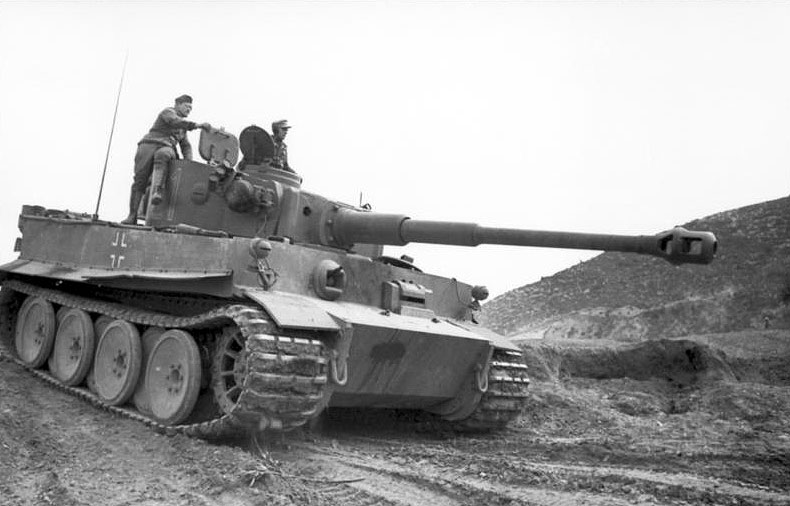
PzKpfw VI należący do Afrika Korps operuje w Tunezji, styczeń 1943 roku

Kolejnym miejscem, gdzie pojawił się nowy czołg, były pustynne piaski Afryki Północnej. Aby ratować oddziały Osi w Libii i Tunezji, które znalazły się w tragicznym położeniu, postanowiono wysłać tam właśnie formowaną 1. kompanię 501. batalionu czołgów ciężkich, który początkowo miał otrzymać czołgi firmy Porsche. W tym celu wybrano 20 maszyn z pojazdów o numerach od 250011 do 250033 (2 we wrześniu, 8 w październiku i 10 w listopadzie) i przystosowano je do służby w tropikach. Z Włoch dostarczono je drogą morską do portu w Bizercie, gdzie pierwsze trzy dotarły 23 grudnia 1942 roku, a ostatnie 24 stycznia 1943 roku. Czołgi te miały być niespodzianką dla aliantów, ale prasa niemiecka pokazała je na ulicach Tunisu w reportażu z 11 grudnia. Wcześniej zdążyły zaprezentować się w boju, ponieważ od 1 do 3 grudnia brały udział w walkach z oddziałami brytyjskimi i amerykańskimi pod Tebourbą i miały znaczący wpływ na zniszczenie 134 alianckich czołgów. W styczniu 1943 roku pierwszy tygrys wpadł w ręce Brytyjczyków. W lutym do akcji weszły czołgi 2. kompanii, a w marcu – 1. kompanii 504. batalionu. Podczas lutowych walk na przełęczy Kasserine tygrysy zadały poważne straty aliantom, w tym także shermanom. Jednego z nich udało się zniszczyć z odległości 2700 m. Pod Badżą Brytyjczykom udało się wciągnąć w zasadzkę 1. kompanię 501. batalionu i zniszczyć siedem tygrysów. Łącznie kompania straciła ich 15 i praktycznie przestała istnieć. Czołgi 504. batalionu walczyły do końca kampanii, powstrzymując marsz aliantów na Tunis.

### Bitwa na łuku kurskim

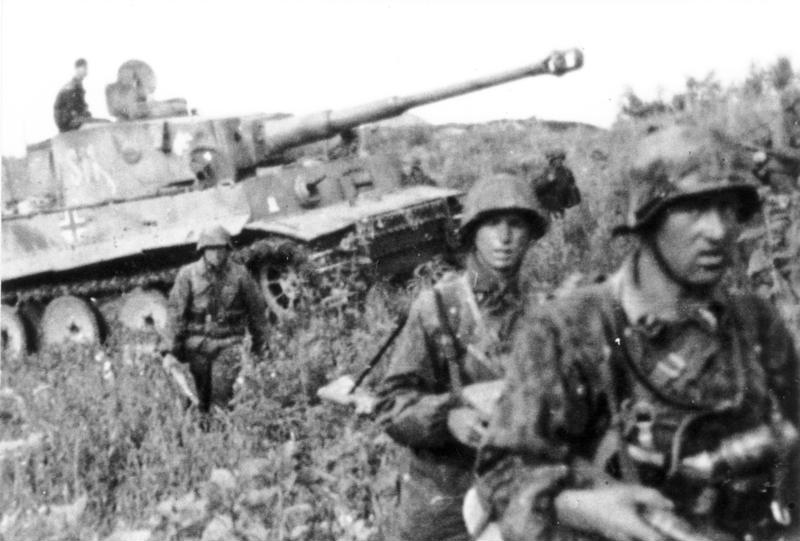
Tygrys z żołnierzami niemieckimi z oddziałów Waffen-SS pod Kurskiem, lato 1943

Chociaż ostatnia wielka niemiecka ofensywa zakończyła się porażką, tygrysy pokazały się w tej bitwie z najlepszej strony. Użyto w niej prawie wszystkich czołgów ze 147 będących na froncie wschodnim. W dywizjach pancernych dysponowały nimi: Dywizja Grenadierów Pancernych „Großdeutschland” – 15 sztuk, 1 Dywizja Pancerna SS „Leibstandarte SS Adolf Hitler” – 13 sztuk, 2 Dywizja Pancerna SS „Das Reich” – 14 sztuk i 3 Dywizja Pancerna SS „Totenkopf” – 15 sztuk. Całkowicie był w nie wyposażony 503. batalion czołgów ciężkich – 45 sztuk, a częściowo 505. batalion – 31 sztuk. Stanowiło to ogółem 133 czołgi.
W dywizji „Großdeutschland” tygrysy stanowiły wyposażenie 13. kompanii, która 5 lipca, czyli pierwszego dnia bitwy, atakowała w kierunku miejscowości Czerkaskoje. Po trzech godzinach front został przełamany i doszło do starcia z radziecką 214. Brygadą Pancerną gen. Siemiona Kriwoszeina. Zniszczono wówczas 10 T-34, a w całej bitwie kompania straciła aż siedem tygrysów.
W dywizji „Leibstandarte Adolf Hitler” tygrysy stanowiły uzbrojenie 13. kompanii. Pierwszego dnia bitwy, nacierając pod Olchowatką, weszła ona na 12 km w głąb linii radzieckich. Następnego dnia czołg KW-1 zdołał zniszczyć jednego tygrysa. 8 lipca czołgi kompanii przedostały się na tyły 6 Gwardyjskiej Armii i całkowicie zniszczyły 29 Brygadę Artylerii Przeciwpancernej, nie tracąc ani jednego pojazdu. W bitwie pod Prochorowką 12 lipca kompania walczyła z 18. i 29. Korpusem Pancernym 5 Gwardyjskiej Armii Pancernej i straciła 4 czołgi.
W dywizji „Das Reich” tygrysy znajdowały się w 8. kompanii, która nacierała na Obojań. Pierwszego dnia przełamała ona obronę i po południu zgłosiła zniszczenie 23 czołgów. Następnego dnia – w boju z radzieckim pociągiem pancernym – straciła trzy tygrysy. W walkach pod Prochorowką kompania zgłosiła zniszczenie 120 czołgów radzieckich.
503. batalion brał udział w walkach pod Michajłowką, Starym Gorodkiem i Jastrebowem. Do 12 lipca 3. kompania straciła cztery tygrysy, z tego dwa w walce, a dwa w wyniku pożarów. Do 10 września batalion zgłosił zniszczenie 501 czołgów przy stracie 10 własnych.
505. batalion, a właściwie jego 1. i 2. kompania, wspierał natarcie 6 Dywizji Piechoty. Tego dnia na widok tygrysów załogi T-34 w panice porzuciły swoje sprawne czołgi i uciekły. Następnego dnia zgłoszono zniszczenie 42 maszyn radzieckich. Obie kompanie wzięły udział w walkach pod Olchawatką. 8 lipca do działań włączyła się też 3. kompania. Następnego dnia batalion wycofano z frontu. Ogółem w bitwie stracono 19 tygrysów, czyli niewiele w stosunku do strat wyrządzonych przez nie Sowietom. Przez cały okres użytkowania tygrysów na froncie wschodnim stracono ich 749.

### Sycylia i Włochy

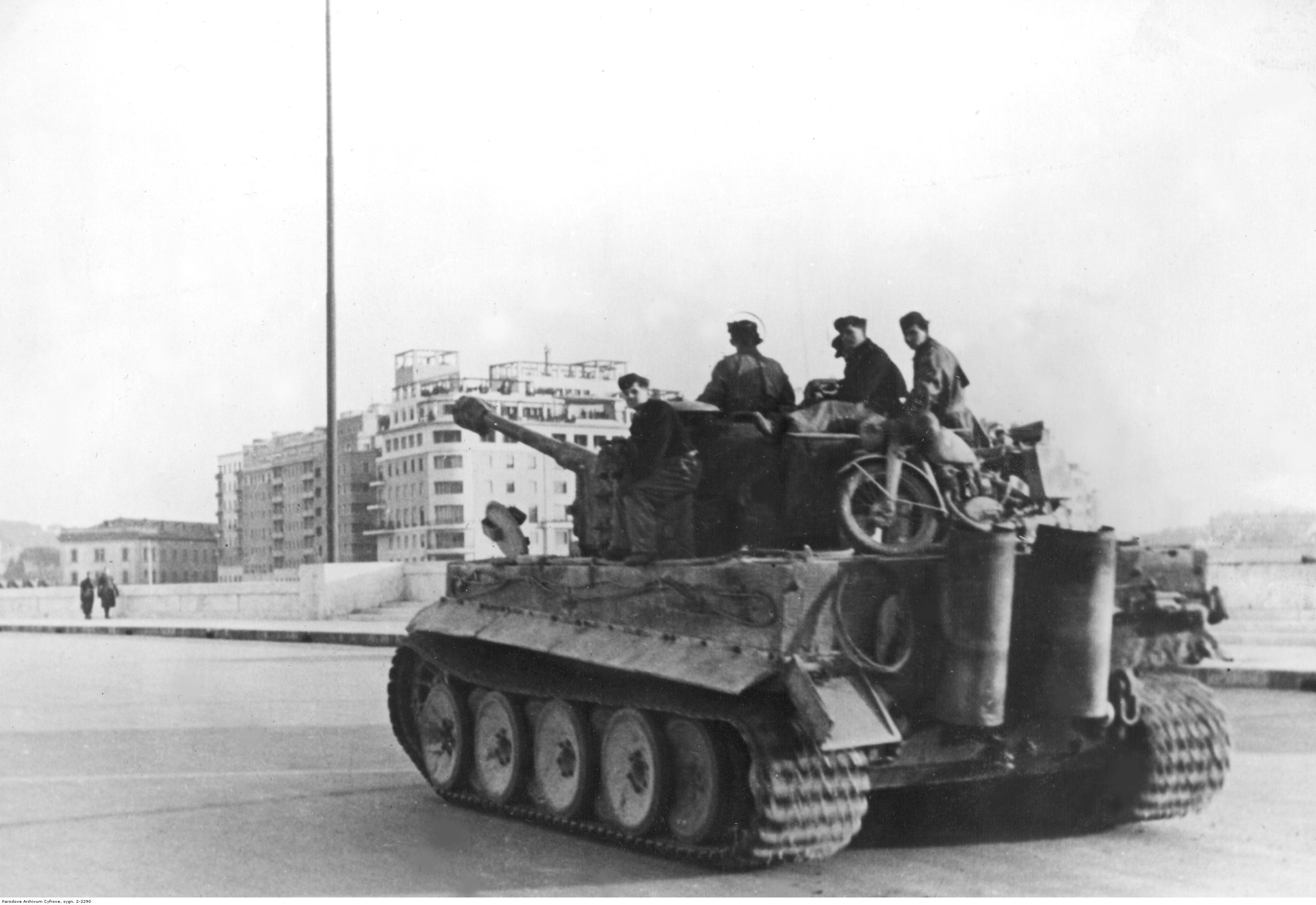
Czołg niemiecki PzKpfw VI Ausf. H1 „Tiger” na przedmieściach Rzymu. Widoczne załoga czołgu i motocykl przewożony na pancerzu, luty 1944

Na Sycylii stacjonowała licząca 17 tygrysów 2. kompania z 504. batalionu, której nie zdążono wysłać do Tunezji. Następnego dnia po lądowaniu aliantów, czyli 11 lipca, próbowała ona przeprowadzić kontratak, który załamał się w ogniu artylerii okrętowej. Na kierunku natarcia kompanii znalazła się amerykańska 1 Dywizja Piechoty. Trudne warunki terenowe powodowały częste awarie i mimo zniszczenia wielu czołgów przeciwnika z tego powodu stan liczbowy szybko malał. W ciągu trzech dni awarie wyeliminowały 10 czołgów, które załogi musiały zniszczyć. Do końcowego etapu walk o Palermo dotrwały trzy tygrysy, z których tylko jeden został ewakuowany na kontynent. 504. batalion walczył później na terenie Włoch; 22 czerwca 1944 roku w walce z amerykańskimi shermanami jeden tygrys zniszczył ich aż 12, a 11 pozostałych porzuciły załogi.

### Normandia

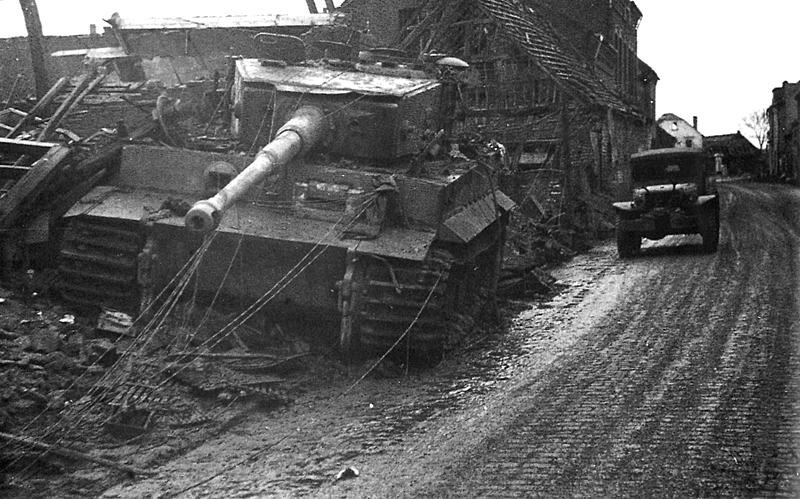
Uszkodzony PzKpfw VI Tiger, któremu udało się wcześniej zniszczyć amerykański czołg M26 Pershing, zdjęcie wykonano 26 lutego 1945 roku

Po alianckim desancie Niemcy potrzebowali kilku dni na przerzucenie ciężkich czołgów w rejon walk. 12 czerwca 1944 roku jako pierwszy pojawił się tam 101. batalion czołgów ciężkich Waffen-SS. W rejonie miejscowości Villers-Bocage doszło do brawurowej akcji w wykonaniu asa broni pancernej Michaela Wittmanna. Dotarł on tam z sześcioma czołgami 2. kompanii, ponieważ resztę pojazdów unieruchomiły uszkodzenia zadane przez alianckie lotnictwo. Wittmann najpierw zaatakował sam, a potem wezwał na pomoc dwa inne tygrysy. W efekcie zniszczono kilkanaście brytyjskich czołgów i kilkanaście innych pojazdów. Czołg asa został uszkodzony i załoga musiała go zniszczyć. 8 sierpnia, wkrótce po tym jak rozpoczęła się aliancka operacja „Totalize”, dowódca 12 Dywizji Pancernej SS „Hitlerjugend” gen. Kurt Meyer, rozkazał przeprowadzić kontratak w celu odbicia taktycznie ważnego wzgórza w rejonie miejscowości Saint-Aignan-de-Cramesnil, które zostało zdobyte przez kanadyjsko-brytyjskie wojska kilka godzin wcześniej. Pozycje alianckie zostały zaatakowane przez czołg Wittmanna i trzy inne tygrysy. W rejonie Cramesnil formacja niemieckich czołgów została zaskoczona przez siły brytyjsko-kanadyjskie, co skutkowało zniszczeniem trzech towarzyszących asowi tygrysów przez shermany z brytyjskiej jednostki Northamptonshire Yeomanry. Wkrótce potem czołg Wittmanna też został zniszczony z ruin zamku w Gaumensil, położonych na zachód od Cramesnil, przez shermana z kanadyjskiej jednostki Sherbrooke Fusiliers Regiment. 101. batalion, którym w momencie śmierci dowodził Wittman, do końca lipca został pozbawiony 15 tygrysów, a z 21 pojazdów, które wyruszyły do akcji 7 sierpnia, wszystkie stracono do końca miesiąca.
Następnie w Normandii pojawił się 102. batalion czołgów ciężkich Waffen-SS, który znalazł się na froncie 7 lipca. Trzy dni później brał udział w walkach pod Caen o wzgórze 112, gdzie zniszczył 15 alianckich czołgów, tracąc dwa własne. 20 lipca z 42 tygrysów batalionu tylko 17 nadawało się do walk, ale w końcu miesiąca ich liczbę zwiększono do 30. W bitwie pod Falaise wzięło udział 21 czołgów batalionu, które między 10 a 20 sierpnia zgłosiły zniszczenie 227 czołgów alianckich. Do 7 września wszystkie tygrysy batalionu uległy zniszczeniu.
Ostatni w Normandii pojawił się 503. batalion czołgów ciężkich wyposażony w 33 tygrysy I i 12 tygrysów II. Do walki włączyły się 11 lipca pod Caen, gdzie skutecznie powstrzymywały brytyjskie czołgi. Do końca sierpnia batalion utracił wszystkie tygrysy I.

## Niezawodność
Jak wywnioskował Tom Jentz z raportów dotyczących niemieckich wozów przywracanych do sprawności po ukończeniu remontów od maja 1944 r. do marca 1945 r., gotowość bojowa czołgów Tiger na froncie była taka sama jak czołgu PzKpfw. IV. Czasem gotowość bojowa była wyższa niż czołgów Panther, przy czym przeciętnie gotowość bojowa czołgów Tiger na froncie zachodnim wynosiła 70 procent (w porównaniu do 68 procent w przypadku PzKpfw. IV i 62 procent w przypadku czołgu Panther), a na froncie wschodnim 65 procent (w porównaniu z 71 procent w przypadku PzKpfw. IV i 65 procent w przypadku czołgu Panther).
Meldunek z doświadczeń 13 kompanii (Tiger-kompanie) PzRgt „Grossdeutschland” z 7–19 marca 1943:
,,Z wyjątkiem znanych chorób wieku dziecięcego, Pz.Kpfw. VI udowodniło, że jest dobre. Już teraz można stwierdzić, że jego niezawodność przewyższa Pz.Kpfw.III i IV. Kiedy rutynowa pielęgnacja i konserwacja zostaną wykonane (co oznacza jeden dzień konserwacji na trzy dni działania), nawet w obecnym stanie Tygrys może osiągnąć wyjątkowy sukces.”
Meldunek sPzAbt 501 z 3 maja 1943 roku:
,,Najbardziej godnym odnotowania wnioskiem z niedawnych walk jest to, że Tiger zachowuje swoją wartość bojową nawet po przejechaniu 400 kilometrów. (...) To dowodzi, że Tiger może z łatwością dotrzymać kroku lżejszym czołgom. Nikt się tego nie spodziewał.”
Meldunek sPzAbt 501 z maja 1943 roku:
,,Jeśli chodzi o przegrzewanie się silników, to silnik HL 210 nie sprawiał ostatnio żadnych problemów. Wszystkie występujące awarie wynikały z niskiej jakości szkolenia kierowców. W kilku przypadkach awarie silnika należy przypisać braku zdalnego termometra silnika. Pięć silników przejechało ponad 3000 km bez istotnych usterek. Optymalne wykorzystanie zalet czołgu Tiger jest wykluczone bez dobrego kierowcy, odpowiednio przeszkolonego technicznie, który zachowuje zimną krew w skrajnie trudnych sytuacjach”
Meldunek 13 kompanii (Tiger-kompanie) PzRgt ,,Grossdeutschland z 18 marca
,,Po pięciu lub sześciu dniach pierwszy Tygrys zawiódł… Największe zniszczenia dotyczyło podwozia. Skrzynia biegów [Maybach] Olvar z preselektorem i silniki okazały się bardzo niezawodne… Ze względu na swoją złożoność rozważamy przydział drugiej kompanii Tygrysów jako pilny.”
Porucznik Otto Carius – „Za sprawność pojazdu odpowiadał kierowca. Musiał być pierwszorzędnym fachowcem, który tak naprawdę pracował głową, nie „siedzeniem”. Jeśli był sumienny, Tygrys nigdy go nie zawiódł”

## Zachowane egzemplarze

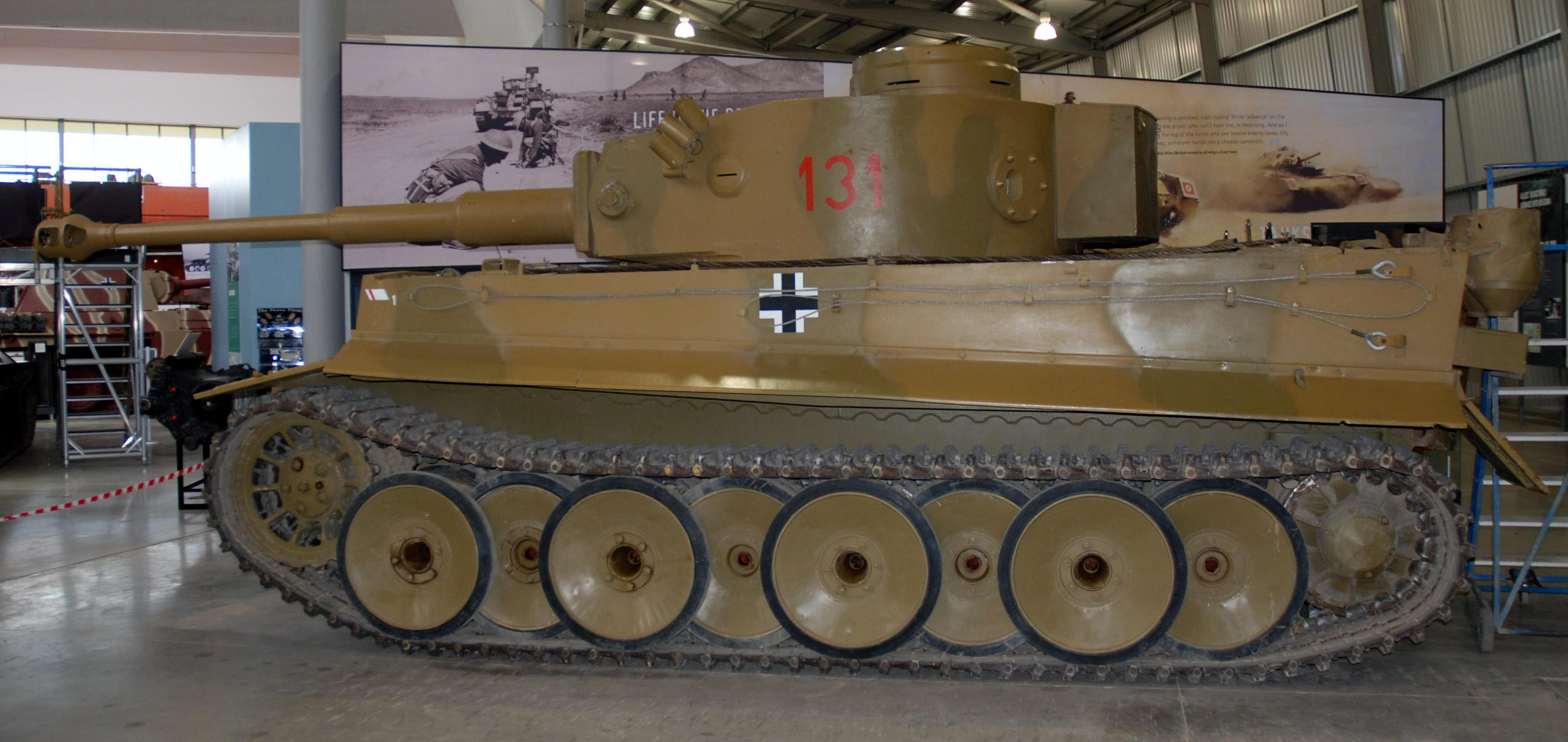
Tiger 131 należący do Muzeum Bovington

Po wojnie zachowało się niewiele egzemplarzy, najbardziej znanym jest Tiger 131 należący do Muzeum Bovington. Tygrys został zdobyty podczas wojny w Tunezji. Pocisk wystrzelony przez brytyjski czołg Churchill zablokował wieżę pojazdu, przez co załoga była zmuszona go opuścić. Tygrys został wysłany do Anglii, gdzie został naprawiony. Oryginalny silnik wymieniono na model z Tygrysa II (oryginał znajduje się na wystawie).

## Walka na dystans

### Tiger I przebijał
- pancerz czołowy Cromwella z odległości 2500 metrów;
- pancerz czołowy M4A4 Shermana z odległości 1800 metrów;
- pancerz czołowy Shermana Firefly z odległości 1800 metrów;
- pancerz T-34-85 z odległości 1400 metrów.

### Przebijanie pancerza czołowego Tigera I
- Cromwell nie był w stanie;
- M4A4 Sherman z odległości 700 metrów;
- Sherman Firefly (uzbrojony w brytyjską 17-funtową armatę ppanc.) z odległości 1750 metrów;
- T-34 (z działem 85 mm) z odległości 500 metrów[17].